# XOXO (álbum de Cherry Ahava)
XOXO es el primer álbum de estudio de la cantante Cherry Ahava. Se trata de una producción independiente distribuida en exclusiva por Sony Music. Este disco fue lanzado el 20 de noviembre de 2009.

## Información del álbum
XOXO es un álbum que contiene un total de 15 temas, incluyendo 2 versiones Acústicas una en Pop Rock y un solo cover. De los 11 temas nuevos Cherry Ahava es coescritora de 5 de ellos, trabajando con talentosos compositores como Pedro Dabdoub, Gustavo Moreno de Dios y Andreah Ernández Roa.

## Lista de canciones
1.- Dulce caramelo (Andreah Ernández, Axel Dupeyron) - 3:13
2.- Bum Bum Bam (Gustavo Moreno de Dios, Cherry Ahava) - 3:39
3.- Yo soy así (Pedro Dabdoub) - 3:01
4.- Loca loca (Cherry Ahava, Gustavo Moreno de Dios) - 3:22
5.- Siento (Pedro Dabdoub) - 3:08
6.- Cañón (Emilio Acevedo, Daniela Azpiazu) - 3:12
7.- Quiero verte llorar (Andreah Ernández, Cherry Ahava, Axel Dupeyron) - 3:06
8.- Maquillaje (sencillo de Cherry) (Nacho Cano) - 2:54
9.- XOXO (Cherry Ahava, Andreah Ernández, Axel Dupeyron) - 3:10
10.- Hace tiempo (Pedro Dabdoub) - 4:06
11.- Bésame (Patricia Cantú) - 2:31
12.- Dónde estás (Andreah Ernández, Cherry Ahava, Axel Dupeyron) - 3:12
13.- Hace tiempo -acústica- (Pedro Dabdoub) - 4:19
14.- Siento -acústica- (Pedro Dabdoub) - 3:06
15.- Yo soy así -Pop Rock- (Pedro Dabdoub) - 2:41

## Sencillos
En julio de 2009 fue lanzado en México el sencillo Loca loca teniendo una excelente acogida por parte del público infantil-juvenil,gracias a lo cual llegó al Top 20 del Chart Pop de Monitor Latino, hecho sin precedentes, por ser la primera vez que llegó a ese sitio un artista independiente y casi sin promoción.
Este tema cuenta con dos diferentes videos.
En octubre de 2009 llegó a las estaciones de radio Maquillaje (sencillo de Cherry), canción ochentera del grupo Mecano, con nuevos arreglos de música y voz. Este tema rápidamente se colocó en el gusto del público por lo que a principios de 2010 llegó al lugar número 10 de los temas más escuchados en México, ingresando al Top 10 del Chart Pop de Monitor Latino, superando la marca anteriormente puesta con el primer sencillo Loca loca, colocándose a la altura de artistas apoyados por empresas trasnacionales quienes cuentan con una promoción millonaria.
El videoclip de Maquillaje (sencillo de Cherry) fue dirigido por Adrián Zurita y se presentó en enero de 2010.